# Aleksey Ivanovich Rykov
Aleksey Ivanovich Rykov (tiếng Nga: Алексей Иванович Рыков; IPA: [ɐlʲɪksʲej ɪvanəvʲɪtɕ rɨkəf]; 25 tháng 2 năm 1881 - 15 tháng 3 năm 1938) là một nhà cách mạng Bolshevik Nga và là một chính trị của Liên Xô nổi bật nhất như là Thủ tướng Nga từ 1924-1929 và Liên Xô 1924-1930.
Rykov gia nhập Đảng Dân chủ Lao động Xã hội Nga vào năm 1898, và sau đó chia thành hai phái Bolshevik và Menshevik trong năm 1903, ông gia nhập những người Bolshevik do Vladimir Lenin đứng đầu. Ông đóng một vai trò tích cực trong Cách mạng Nga 1905.
Nhiều tháng trước Cách mạng tháng 10 năm 1917, ông trở thành một thành viên của Xô Viết Petrograd và Xô Viết Moskva, và được bầu vào Ủy ban Trung ương Đảng Bolshevik vào tháng 8 cùng năm, trong thời gian Đại hội VI của Đảng Bolshevik. Rykov, một người ôn hòa, thường có xung đột chính trị với Lenin và những người Bolshevik cấp tiến hơn, nhưng dù sao cũng đã chứng tỏ tầm ảnh hưởng khi Cách mạng tháng Mười cuối cùng đã lật đổ Chính phủ Lâm thời Nga, và như vậy có nhiều cương vị trong chính phủ mới, bắt đầu từ tháng mười tháng 11 (kiểu cũ) như Hội đồng Nhân dân về Nội chính trên danh sách đầu tiên của Hội đồng Nhân dân ủy (Sovnarkom), do Lenin làm Chủ tịch.
Trong thời Nội chiến ở Nga (1918–1920), Rykov kiểm soát việc hình thành một chính sách kinh tế "cộng sản thời chiến", và cũng giúp đỡ kiểm soát việc phân phối thực phẩm cho Hồng quân và Hải quân.
Sau khi Lenin không còn năng lực làm việc từ khi bị đột quỵ lần thứ 3 vào tháng 3 năm 1923 Rykov cùng với Lev Kamenev được bầu vào chức vụ Phó Chủ tịch, Kamenev lúc đó trên thực tế giữ vai trò Thủ tướng Liên Xô.
Lenin chết vì cơn đột quỵ lần thứ 4 vào ngày 21 tháng 1 năm 1924 và ngày 2 tháng 2, Rykov được chọn làm Thủ tướng Liên Xô, mà ông đã phục vụ cho đến ngày 18 tháng 5 năm 1929. Ngày 21 tháng 12 năm 1930, ông bị loại khỏi Bộ Chính trị.
Từ năm 1931-1937, Rykov giữ chức vụ Ủy ban Nhân dân về Truyền thông trên Hội đồng mà trước đây ông chủ trì. Trong cuộc Đại thanh trừng của Stalin thì ngày 17 tháng 2 năm 1937 tại một cuộc họp của Ủy ban Trung ương ông bị bắt với Nikolai Bukharin. Tháng 3 năm 1938 cả hai đều bị kết tội phản quốc (đã âm mưu với Trotsky chống lại Stalin) và bị kết án tử hình bởi Hội đồng Quân sự Liên Xô. Vào ngày 15 tháng 3 năm 1938, Bản án được thực thi.